# Dinumma hades
Dinumma hades là một loài bướm đêm trong họ Noctuidae.